# Barroco paulista

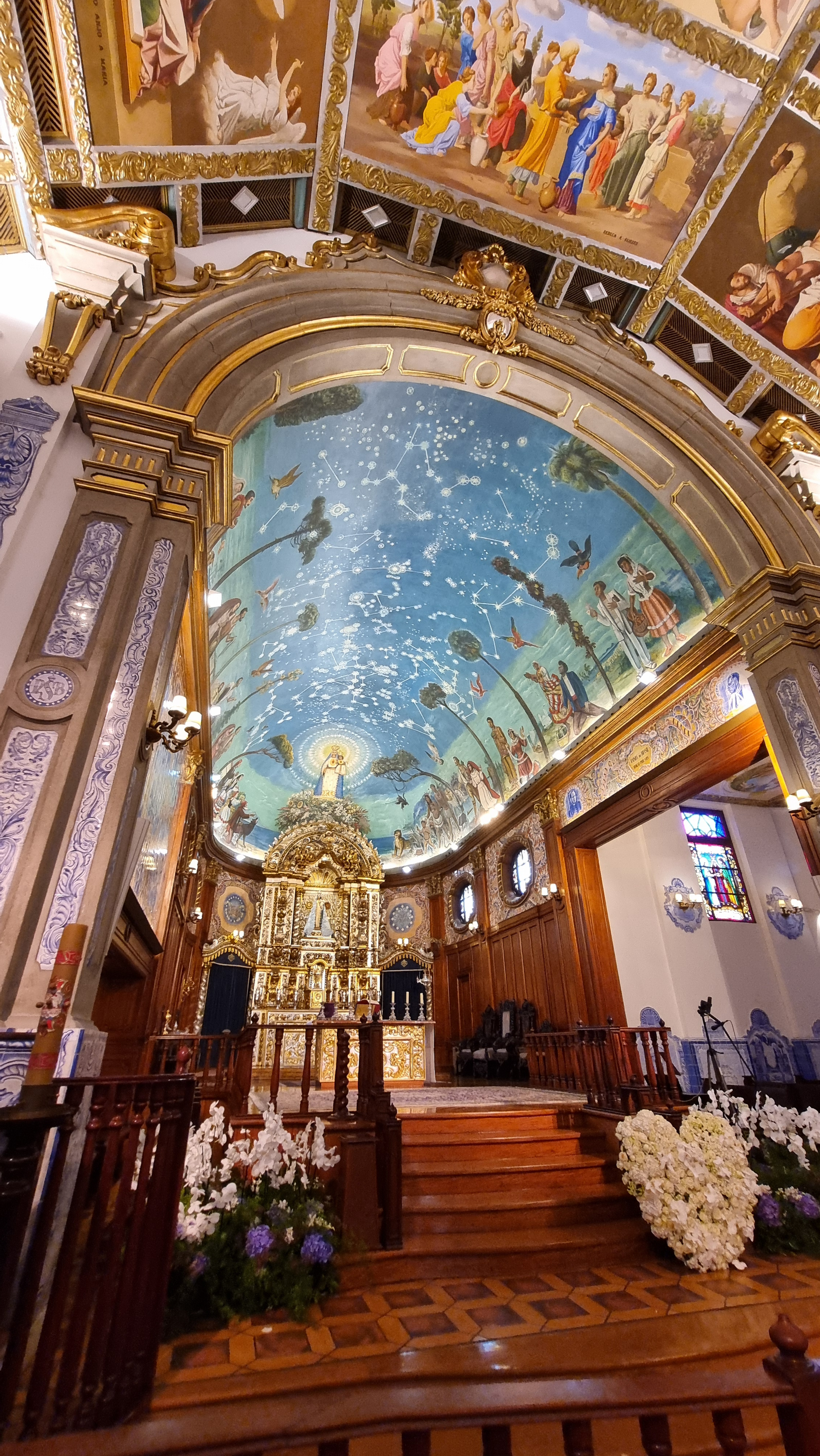
Capela-mor da Paróquia Nossa Senhora do Brasil, em São Paulo, rica em detalhes e ornamentos

O barroco paulista é uma expressão artística barroca que se desenvolveu no estado de São Paulo entre os séculos XVII e XVIII, com forte presença principalmente na arquitetura e na imaginária sacra (esculturas religiosas), dentro do contexto da colonização portuguesa e da atuação das ordens religiosas, especialmente jesuítas e beneditinos. Ele teve características próprias, distintas do barroco mineiro ou baiano; por exemplo, em seu início, suas artes do lado exterior das igrejas eram marcadas pela simplicidade e pela economia de ornamentos, enquanto o interior delas eram repletos de detalhes e artes, o que deu origem à produção de exemplares originais e de grande qualidade no campo artístico. O termo "Barroco Paulista" foi utilizado por Germain Bazin em 1956 para caracterizar uma arte mais simples e menos erudita. Estudos posteriores, como os de Eduardo Etzel, adotaram uma abordagem neutra, enquanto trabalhos mais recentes evidenciam a variedade e riqueza da produção artística paulista, tais quais os de Percival Tirapeli, professor de História da Arte da Universidade Estadual Paulista (Unesp), e do restaurador Júlio Moraes, que, ao trabalhar na restauração do Sítio Santo Antônio, em São Roque, afirma: "Estamos desfazendo o preconceito de que o barroco paulista era pobre e inexpressivo. Existem de fato muito mais obras e artistas do que se pensava".
A arte colonial paulista, ainda que em geral não tenha atingido os mesmos níveis de reconhecimento presentes em outras regiões, apresenta características próprias. Entre os nomes de pintores barrocos paulistas da época, há José Patrício da Silva Manso e Jesuíno Francisco de Paula Gusmão, os quais, assim como o mineiro Manoel Victor de Jesus, abrem mão da tarja emoldurada e reproduzem diretamente uma visão do céu. Nos principais centros coloniais, como Itu, São Paulo e Mogi das Cruzes, nas igrejas Convento de Nossa Senhora do Carmo, da Ordem Terceira do Carmo e das Ordens Primeira e Terceira do Carmo, respectivamente, foram realizadas obras que dialogavam com o que havia de mais elaborado no território nacional. Segundo Tirapeli e Mário de Andrade, emboras diferentes no que diz respeito às estruturas, essas igrejas representam as "mais belas obras da pintura colonial paulista". Em localidades menores, os padrões estéticos foram reproduzidos de maneira simplificada, com adaptações e releituras, o que contribuiu para a formação das chamadas igrejas caipiras. Esse fenômeno relaciona-se à expansão territorial para o interior, que resultou na fundação de diversas cidades, nas quais as igrejas eram frequentemente as primeiras edificações erguidas.
A arquitetura portuguesa influenciou a produção paulista, marcada por linhas sóbrias e espaços retilíneos. Mesmo em templos com interiores ricamente ornamentados, as fachadas eram discretas. Apenas a partir da segunda metade do século XVIII surgiram frontispícios mais elaborados, embora com atraso em relação a outras regiões. Alguns templos não possuem qualquer ornamentação externa, expondo apenas os materiais construtivos, como na Capela de Santa Catarina, da Aldeia de Carapicuíba; Capela do Pilar, de Ribeirão Pires, e Capela Nossa Senhora do Pilar, de Taubaté.

## Características

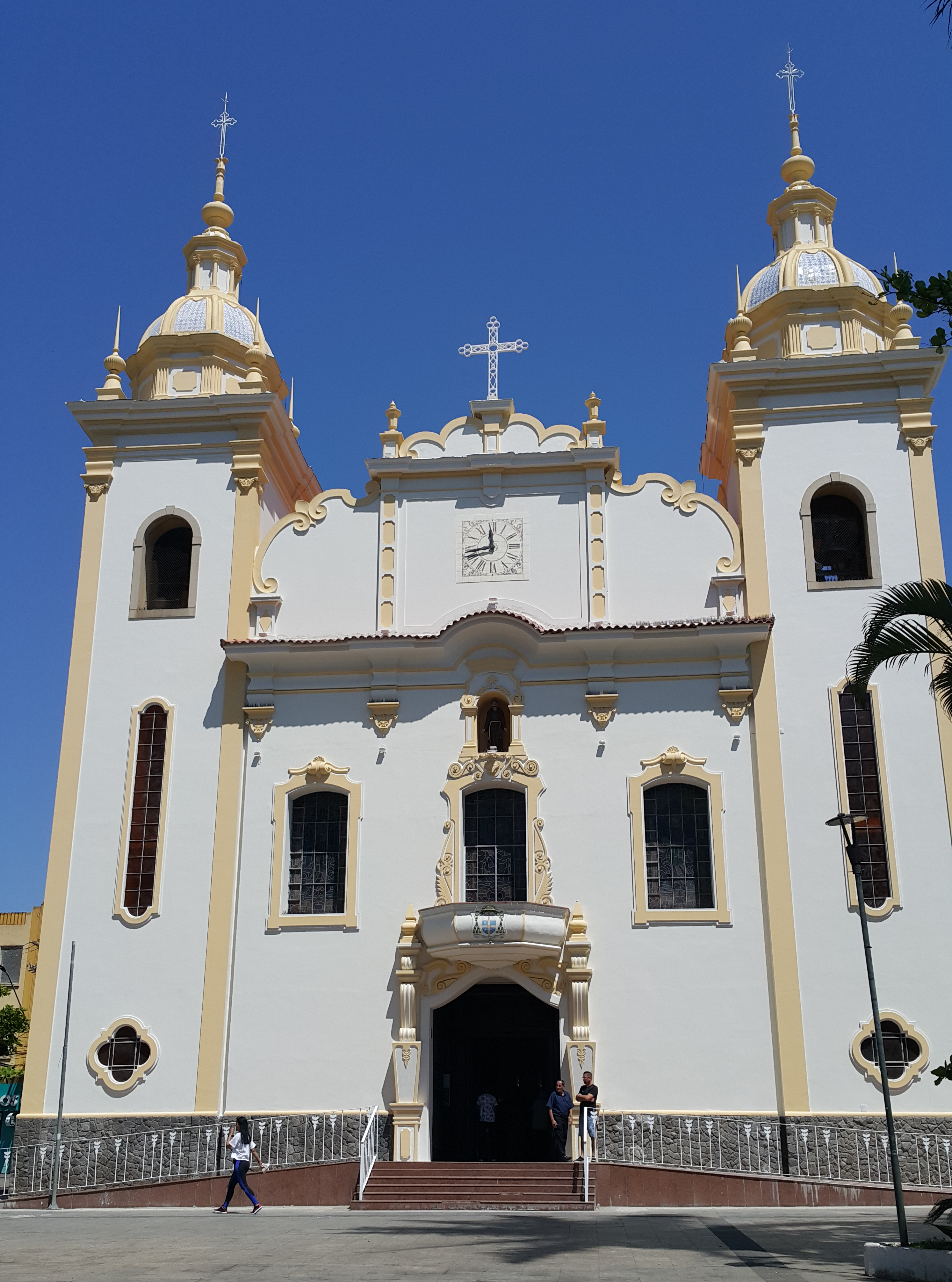
Em seu início, o barroco paulista seguia um padrão mais simples no exterior das igrejas, apesar da riqueza de detalhes no interior, como, na imagem, a Catedral de São Francisco das Chagas, Taubaté

O barroco paulista, em seu desenvolvimento inicial, diferente dos barrocos mineiro e baiano, tem por características a simplicidade e linhas retos em seu exterior, enquanto o interior é rico em detalhes e ornamentos. Posteriormente, mesmo diante da escassez de recursos, mão de obra e meios técnicos, a Capitania de São Paulo conseguiu erguer igrejas com certa ornamentação, obedecendo a princípios das ordens clássicas e de proporção descritos em tratados arquitetônicos. Por exemplo, os conventos franciscanos de Itanhaém (Convento de Nossa Senhora de Conceição) e Taubaté (Catedral de São Francisco das Chagas), e o beneditino de Santos (Igreja e Mosteiro de São Bento), ainda que reformados posteriormente. No século XVIII, o crescimento da economia, impulsionado pela cultura da cana-de-açúcar e pelo comércio com as regiões mineradoras, promoveu reformas significativas nas igrejas paulistas. Muitas fachadas passaram a adotar o estilo barroco, com frontões curvilíneos, linhas interrompidas e elementos decorativos típicos, como janelas arqueadas. As cidades de Santos e São Paulo se destacaram nesse contexto, não só pela quantidade de templos com fachadas barrocas, mas também pelo florescimento da arquitetura em pedra, influenciada por nomes como Bento de Oliveira Lima e Joaquim Pinto de Oliveira, o Tebas.
No século XIX, com a difusão do neoclassicismo vindo da corte do Rio de Janeiro, as igrejas passaram a exibir fachadas com frontões triangulares e linhas retas, embora seus interiores ainda mantivessem elementos do barroco e rococó. A transição completa para o neoclassicismo foi gradual, dada a resistência do clero à sobriedade desse novo estilo.
O uso de azulejos em igrejas teve seu auge no século XVIII, especialmente no Nordeste, mais próspero e próximo de Portugal. No Sudeste, a aplicação foi restrita ao litoral, sendo muito rara no interior paulista devido à difícil logística de transporte. Há registro de apenas duas igrejas com esse tipo de revestimento no litoral de São Paulo, restando preservada apenas a Igreja Conventual de Nossa Senhora da Conceição de Itanhaém, com azulejos no arco cruzeiro e nas laterais da nave, exibindo motivos de folhas de acanto e flores, além da padroeira ao centro.

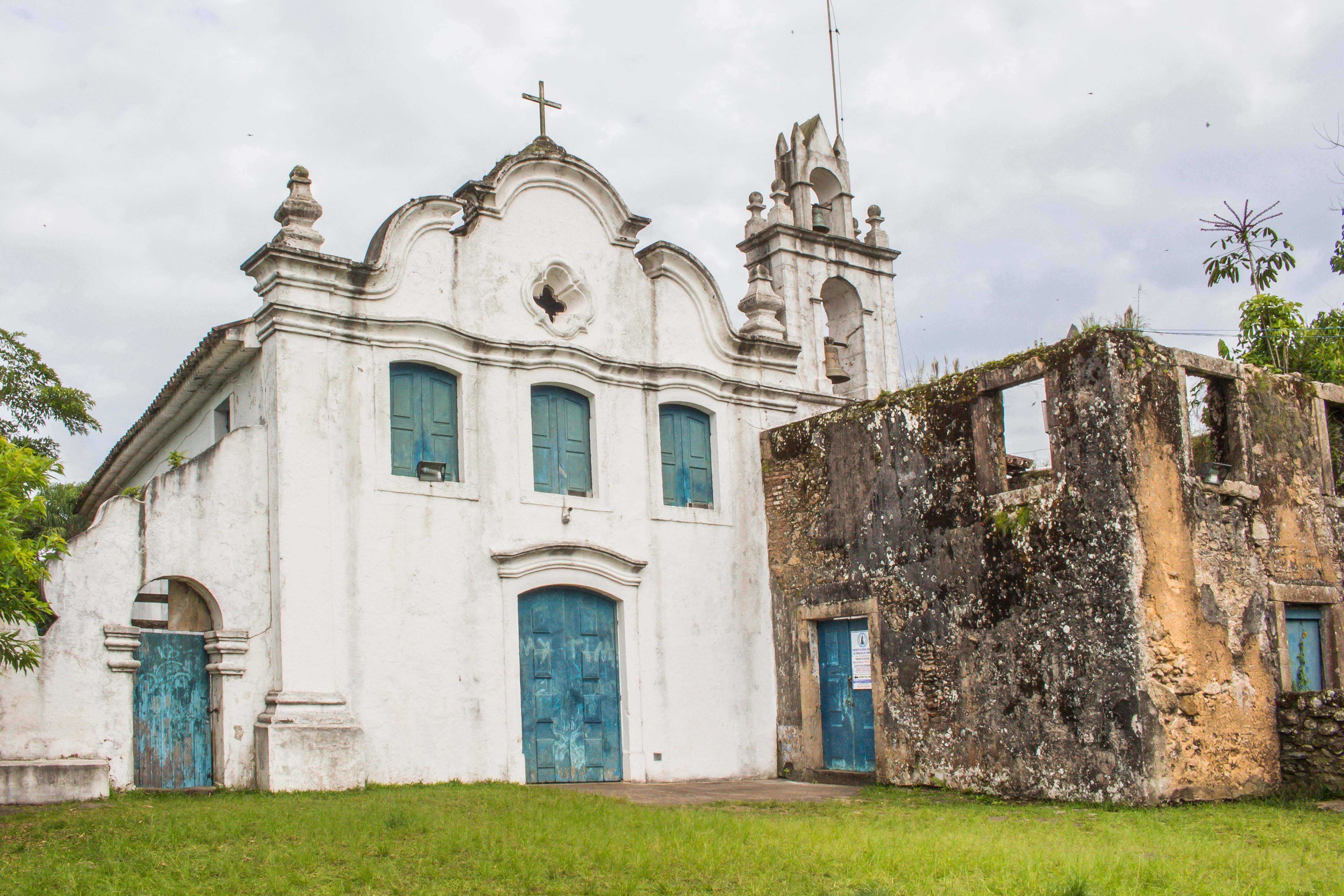
Convento de Nossa Senhora de Conceição, em Itanhaém, um exemplo de arquitetura barroca em que fez-se uso de azulejos, seguindo o exemplo das igrejas portuguesas

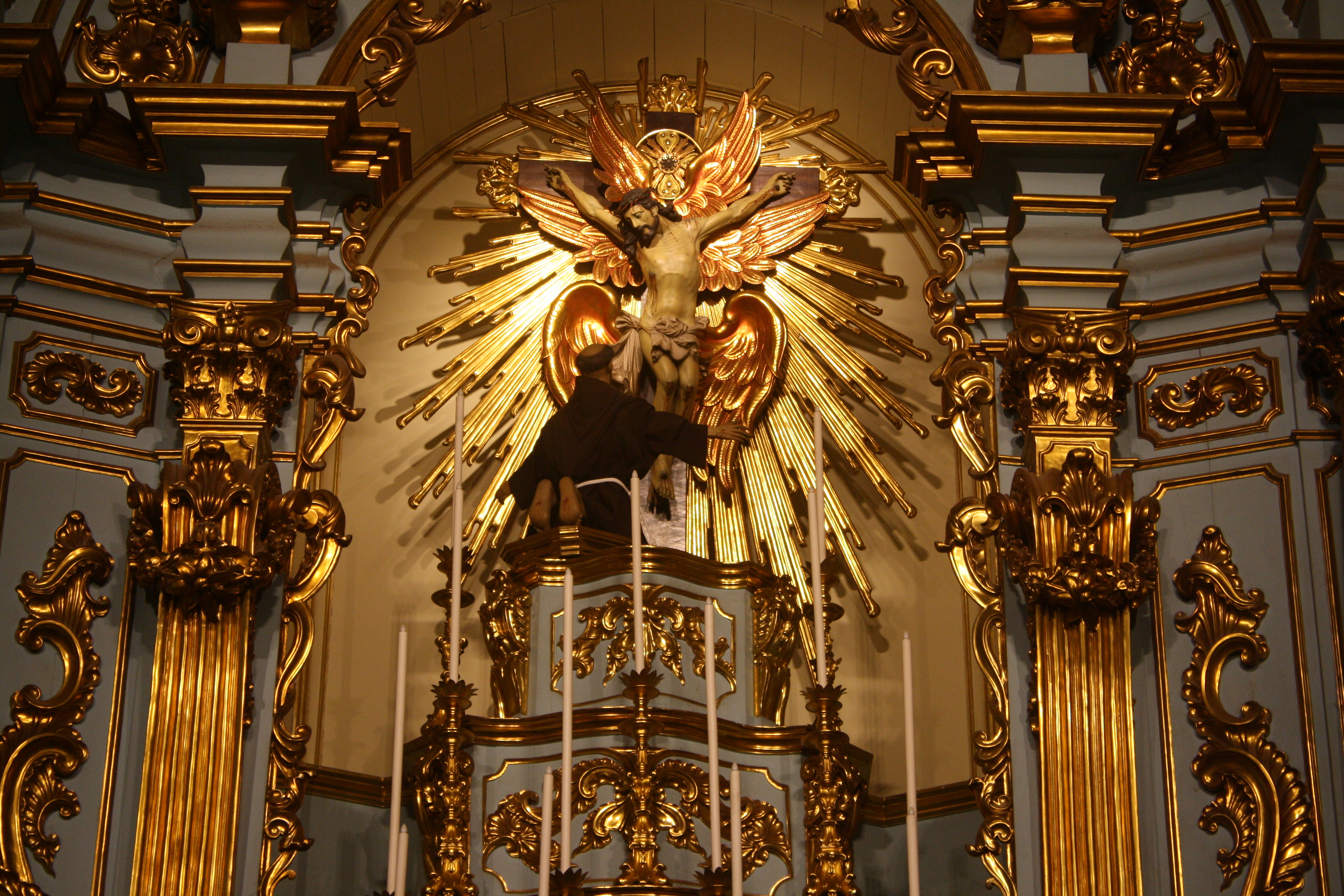
Altar da Igreja da Ordem Terceira de São Francisco, em São Paulo, concluído em 1792, com cores vivas e reluzente com um douramento "sem equivalente em nenhum outro lugar do Brasil".

Quanto à pintura decorativa religiosa, o período colonial em São Paulo apresentou três fases principais: os brutescos (até cerca de 1700), o barroco joanino (1740–1760) e o rococó (1760–1830). Os brutescos, associados a capelas jesuíticas, traziam decoração vegetalista delicada, com cores primárias e grande densidade ornamental, como na Capela de São Miguel Paulista e na capela do Sítio Santo Antônio. Após um intervalo no início do século XVIII, surgiram obras do barroco joanino, influenciado pela arte italiana promovida por D. João V. Embora São Paulo não tenha desenvolvido a pintura ilusionista de perspectiva comum a esse estilo, os forros das igrejas do Rosário, em Embu das Artes, e da Ordem Terceira do Carmo, em Mogi das Cruzes, exibem uma evolução dos brutescos, com folhas de acanto mais densas, molduras elaboradas, elementos exóticos como chinoiseries e representações da fauna e flora locais, provavelmente obras de Lourenço da Costa de Macedo, único pintor ativo na região naquele período. Outros centros, como Analândia, Aparecida, Areias, Atibaia, Bananal, Barueri, Campinas, Cananéia, Carapicuíba, Cotia, Cunha, Eldorado, Guararema, Guaratinguetá, Guarulhos, Iguape, Ilhabela, Iporanga, Itanhaém, Itaquaquecetuba, Itatiba, Itu, Jacareí, Jarinu, Jundiaí, Pindamonhangaba, Porto Feliz, Queluz, Ribeirão Pires, Santa Isabel, Santana de Parnaíba, Santos, São Luiz do Paraitinga, São Paulo, São Roque, São Sebastião, São Vicente, Sorocaba, Taubaté e Tremembé, também apresentam obras de grande valor artístico.